# Kendebaios
Kendebaios, auch Kendebäus (griechisch Κενδεβαὶ̀ος), war ein seleukidischer Epistratege im Dienst von Antiochos VII. Er spielte eine wichtige Rolle in den militärischen Auseinandersetzungen während der letzten Phase des Seleukidenreiches.
Im Jahr 138 v. Chr., nach der Niederlage des Usurpators Diodotos Tryphon, wurde Kendebaios von Antiochos zum Befehlshaber der Küstenregion Palästinas ernannt. In dieser Funktion sollte er die Herrschaft des Königs festigen und Gebiete sichern, die unter jüdischem Einfluss standen. Eine seiner Hauptaufgaben bestand darin, die jüdischen Rebellen unter Simon Makkabäus und dessen Söhne Mattathias, Judas und Johannes Hyrkanos I. zu bekämpfen. Kendebaios befestigte die Stadt Kedron (heute: Qatra) und begann mit Angriffen auf jüdisches Territorium, was zu erneuten Spannungen zwischen den Seleukiden und den Makkabäern führte. Diese konnten Kendebaios in einer Schlacht bei Modiʿin entscheidend besiegen und Kendebaios’ Truppen erheblich schwächen.
Kendebäus wird im 1. Buch der Makkabäer (1 Makk 15,38–41 ; 1 Makk 16,1–10 ) und in Flavius Josephus’ Jüdischer Krieg, Buch I 50; 90 erwähnt.